# آزمایش ترینیتی
ترینیتی یا آزمایش هسته‌ای ترینیتی (به انگلیسی: Trinity test) به معنای تثلیث، اسم رمز نخستین آزمایش انفجار سلاح هسته‌ای بود. این آزمایش توسط ارتش ایالات متحدهٔ آمریکا در ساعت ۵:۲۹ بامداد روز ۱۶ ژوئیهٔ ۱۹۴۵ به عنوان قسمتی از پروژهٔ منهتن و در صحرای خورنادا دل موئرتو در ۵۶ کیلومتری ساکورو نیومکزیکو انجام شد. از این آزمایش به‌عنوان آغاز عصر اتم یاد می‌شود. بمباران هسته‌ای هیروشیما و ناگازاکی تنها چند هفته پس از این آزمایش رخ داد.
انفجار «Gadget» یا «ابزار»، نامی که برای این بمب آزمایشی گذاشته شده بود، نزدیک به ۲۲ کیلوتن تی‌ان‌تی انرژی آزاد کرد.

## پیش زمینه
ساخت بمب هسته‌ای نتیجهٔ جریانات و پیشرفت‌های سیاسی و علمی دههٔ ۱۹۳۰ است. در این دهه اکتشافات زیادی در مورد هستهٔ اتم شد که از آن جمله می‌توان به پی بردن به وجود پدیدهٔ شکافت هسته‌ای اشاره کرد. ظهور هم‌زمان دولت‌های فاشیست در اروپا باعث ایجاد ترس وجود پروژهٔ ساخت سلاح هسته‌ای توسط آلمان‌ها، به خصوص توسط دانشمندان فراری از آلمان نازی و دیگر کشورهای فاشیست شد. آلبرت اینشتین که یکی از همین دانشمندان فراری بود در تاریخ دوم اگوست ۱۹۳۹ نامه‌ای به رئیس‌جمهور وقت آمریکا فرانکلین د. روزولت ارسال کرد و در آن هشدار داد که احتمالاً آلمان‌ها به دنبال ساخت چنین سلاحی هستند و آمریکا باید اقدامات مناسبی جهت مقابله با آن انجام دهد. وقتی از نظر تئوری ثابت شد که ساخت چنین سلاحی امکان‌پذیر است دولت‌های آلمان و ایالات متحده برای ساخت سریع‌تر آن با یکدیگر به رقابت پرداختند و همه‌جانبه از آن حمایت کردند.
این تلاش‌ها در ژوئیهٔ ۱۹۴۲ به ارتش ایالات متحده واگذار شد و باعث شکل‌گیری پروژهٔ منهتن گردید.
تولید ایزوتوپ‌های شکافت پذیر اورانیوم-۲۳۵ و پلوتونیوم-۲۳۹ باعث استفاده بسیار گسترده از فناوری‌های دههٔ ۱۹۴۰ شد، و تقریباً ۸۰ درصد هزینهٔ پروژه صرف همین موضوع شد. به صورت تئوری غنی‌سازی اورانیوم توسط فناوری‌های موجود امکان‌پذیر بود، اما بعداً مشخص شد که صنعتی‌سازی و گسترش آن بسیار بسیار پرهزینه است. از اورانیوم طبیعی موجود در طبیعت تنها ۰٫۷۱ درصد آن اورانیوم-۲۳۵ است، و تخمین زده شد که برای تولید تنها یک گرم از آن توسط فناوری طیف‌سنجی جرمی نزدیک به ۲۷٬۰۰۰ سال زمان نیاز است، در حالی‌که برای انجام این آزمایش نیاز به چند کیلوگرم اورانیوم بود.

## آماده‌سازی
پروژهٔ منهتن میلیاردها دلار هزینه دربرداشت تا بتواند پلوتونیوم مورد نیاز را تولید کند به همین دلیل هیئت مدیره به دنبال راهکارهایی بود که در صورت خطا یا عدم نتیجهٔ مطلوب در آزمایش بتواند آن را بازیابی کند. برنامه‌ریزی برای اجرای آزمایش به کنت باینبریج، فیزیکدان و استاد دانشگاه هاروارد که زیر نظر جرج کیستیاکویکی متخصص مواد منفجره کار می‌کرد، سپرده شد. باینبریج گروهی تشکیل داد که با نام گروه E-9 شناخته می‌شد. گروه E-9 شامل ۷ زیرگروه به صورت زیر بود:
- TR-1 خدمات
- TR-2 شوک و انفجار
- TR-3 اندازه‌گیری
- TR-4 هواشناسی
- TR-5 اسپکتروگرافی و عکس برداری
- TR-6 اندازه‌گیری‌های هوایی
- TR-7 پزشکی

گروه E-9 بعدها و در سازماندهی مجدد سال ۱۹۴۴ به X-2 (توسعه، مهندسی و آزمایش) تغییر نام داد.

### طراحی «Gadget»

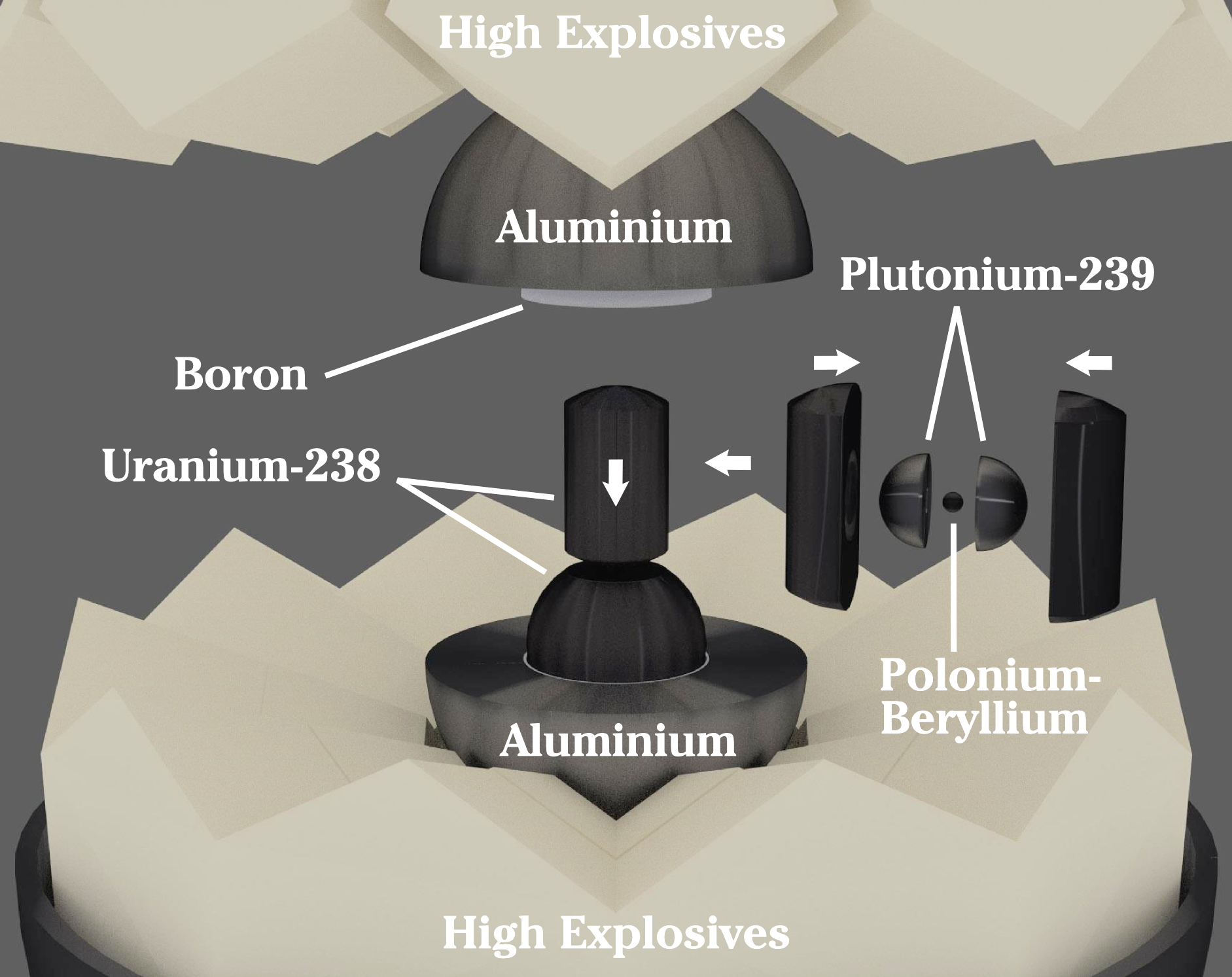
اجزای اصلی اتمی بمب «گجت»؛ تکهٔ اورانیومی که حاوی کرهٔ پلوتونیومی است در قسمت‌های نهایی مونتاژ وارد می‌شود.

برای اینکه طراحی تا حد ممکن ساده باقی بماند از یک هستهٔ تقریباً صلب توپر به جای هستهٔ توخالی استفاده شد، علی‌رغم اینکه محاسبات نشان می‌داد استفاده از یک هستهٔ توخالی به مصرف بهینهٔ پلوتونیوم کمک خواهد کرد. هسته با ضربه ایجاد شده توسط عدسی انفجاری تا برانگیزش فوق-بحرانی فشرده می‌شد. این طرح بعداً به افتخار رابرت اف. کریستی طراح آن با نام «هستهٔ کریستی» شناخته شد.

## انفجار

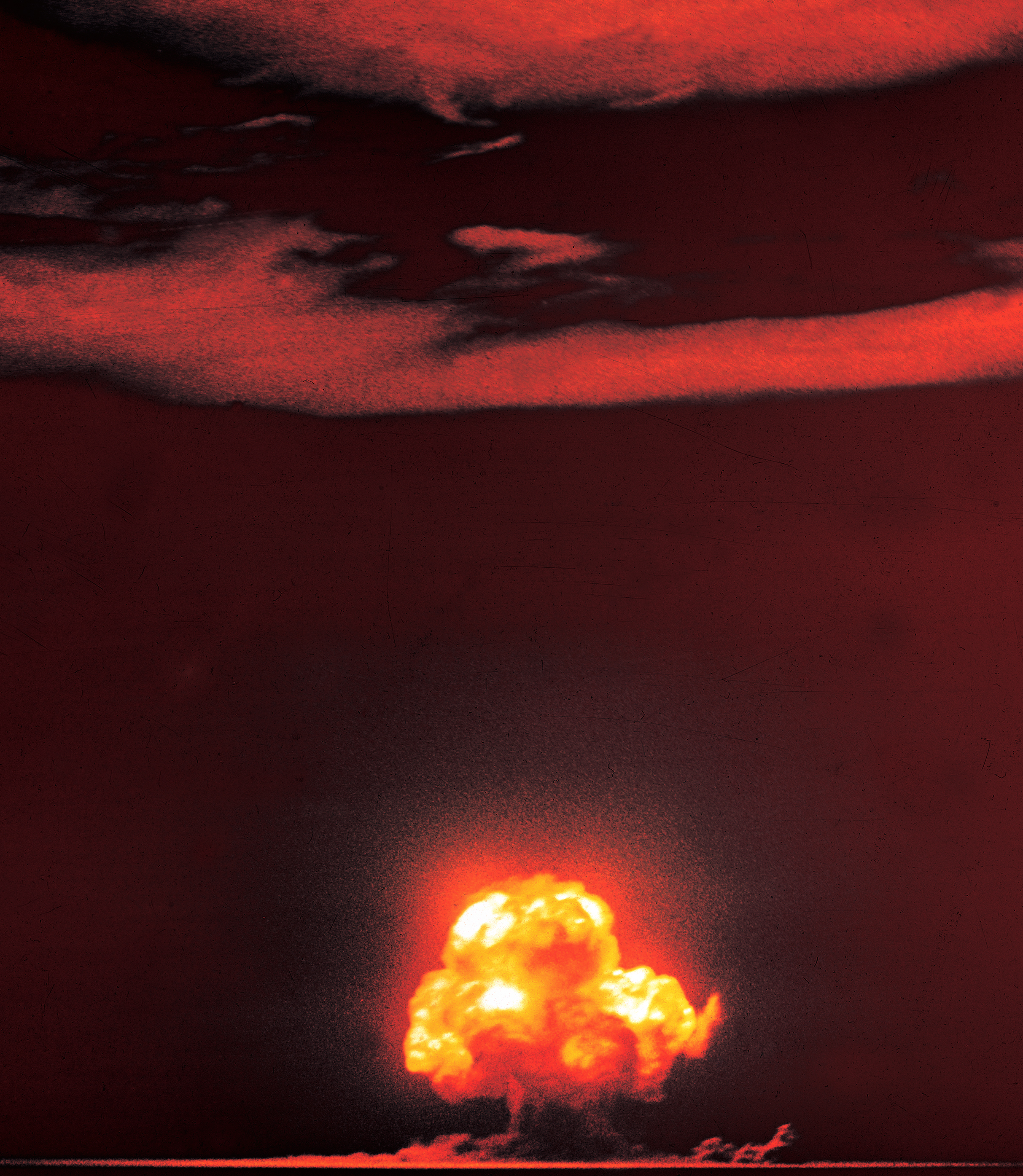
تصویر رنگی نخستین انفجار هسته‌ای در ۱۶ ژوئیهٔ ۱۹۴۵

دانشمندان برای اجرای مناسب آزمایش به دنبال دید خوب، رطوبت کم، باد کم در ارتفاعات پایین و باد غربی در ارتفاعات بالا بودند. مناسبترین هوا بین ۱۸ تا ۲۱ ژوئیه تشخیص داده شد اما به دلیل اینکه قرار بود کنفرانس پوتسدام در تاریخ ۱۶ ژوئیه برگزار شود اما هری ترومن رئیس‌جمهور وقت آمریکا خواست تا آزمایش پیش از برگزاری کنفرانس انجام شود. به همین دلیل آزمایش برای تاریخ ۱۶ ژوئیه برنامه‌ریزی شد.
برای کالیبره کردن تجهیزات در ۷ مهٔ ۱۹۴۵، آزمایشی با منفجر کردن یک محمولهٔ ۱۰۰ تنی از «کمپوزیت ب» انجام گردید.
آزمایش در ساعت 05:29:21 MWT انجام شد و باعث انفجار و آزاد شدن انرژی‌ای معادل ۲۰ کیلوتن تی‌ان‌تی گردید. ماسهٔ بیابان که به‌طور عمده از سیلیکا تشکیل شده بود، ذوب شده و تبدیل به شیشهٔ رادیواکتیو ضعیفی به رنگ سبز روشن گردید که «تریتینیت» نامگذاری شد. این انفجار باعث ایجاد حفره‌ای به عمق ۱٫۵ متر و به قطر ۹٫۱ متر شد. در هنگام انفجار کوه‌های اطراف برای مدت یک تا دو ثانیه بیشتر از زمان روز روشن گردیدند. رنگ‌های مشاهده شده از بنفش تا سبز متغیر بوده و نهایتاً به رنگ سفید تغییر کرد. صدای غرش انفجار پس از ۴۰ ثانیه به ناظران رسید و تا ۱۶۰ کیلومتر دورتر احساس شد و ارتفاع ابر قارچی به ۱۲٫۱ کیلومتر رسید.
برای مخفی نگه داشتن آزمایش ارتش آمریکا آن را انفجار یک انبار مهمات گزارش کرد و تا زمان انفجار هیروشیما یعنی ۶ اوت حقیقت را در مورد آن افشا نکرد. ۲۶۰ نفر ناظر این آزمایش بودند. در آزمایش بعدی در سال ۱۹۴۶ نزدیک به ۴۰٬۰۰۰ نفر بازدیدکننده حضور داشتند.

## نگارخانه

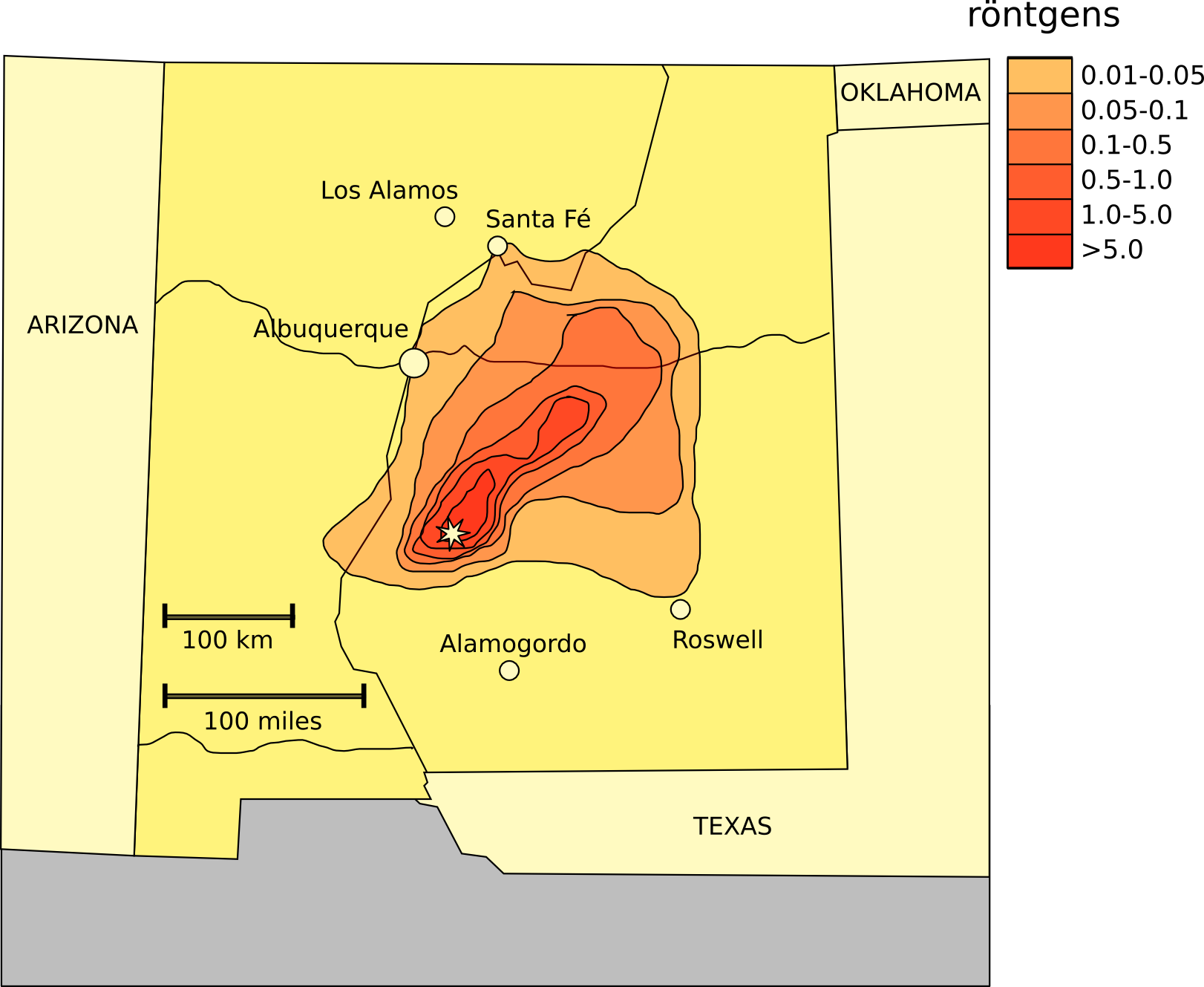
ی
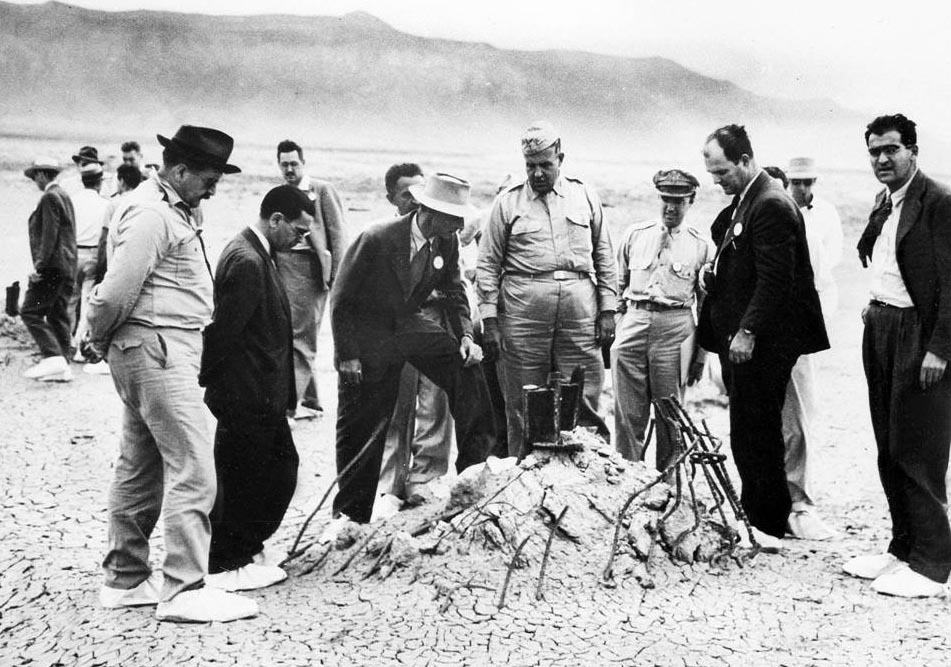
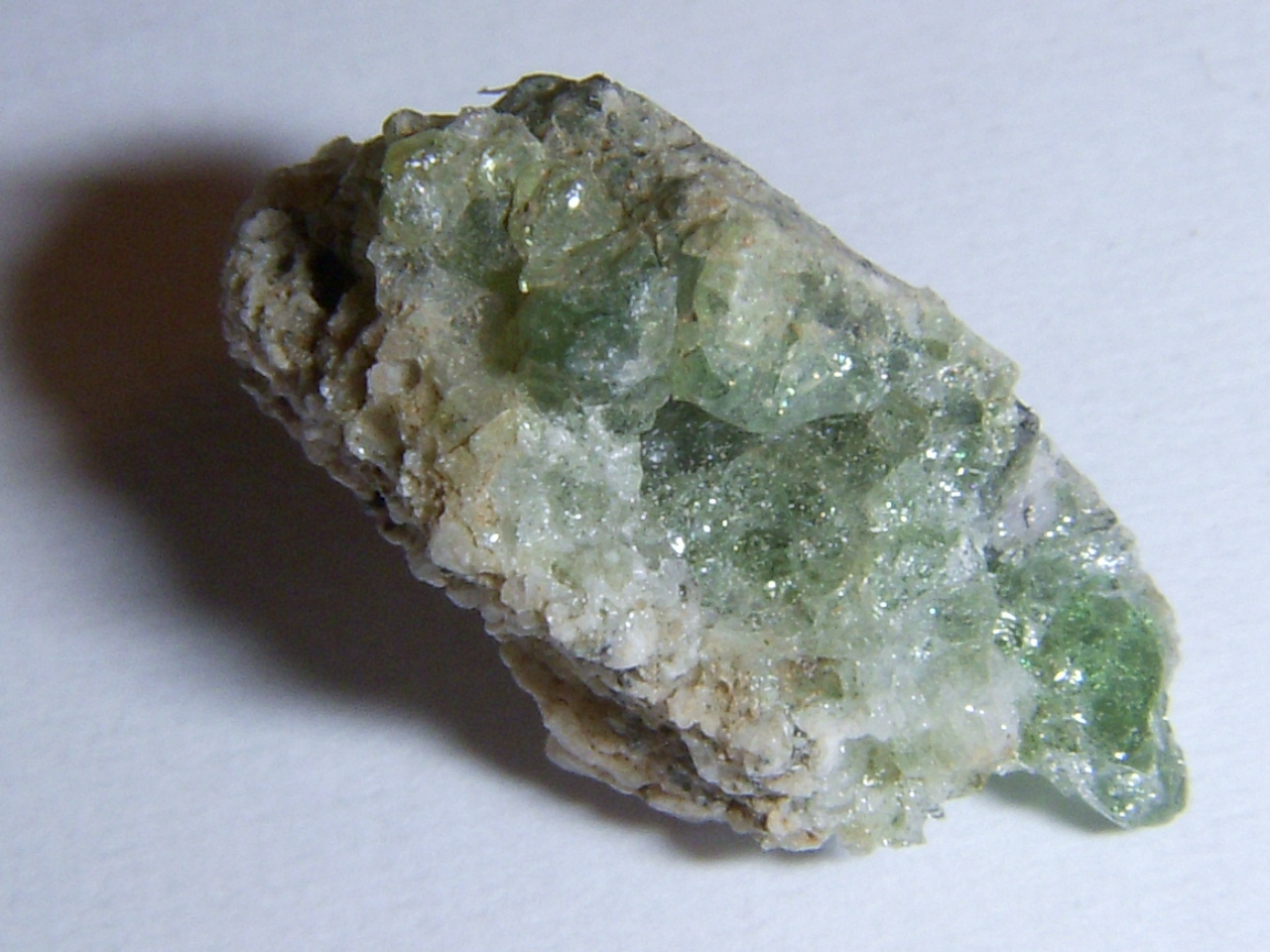
ترینیتیت
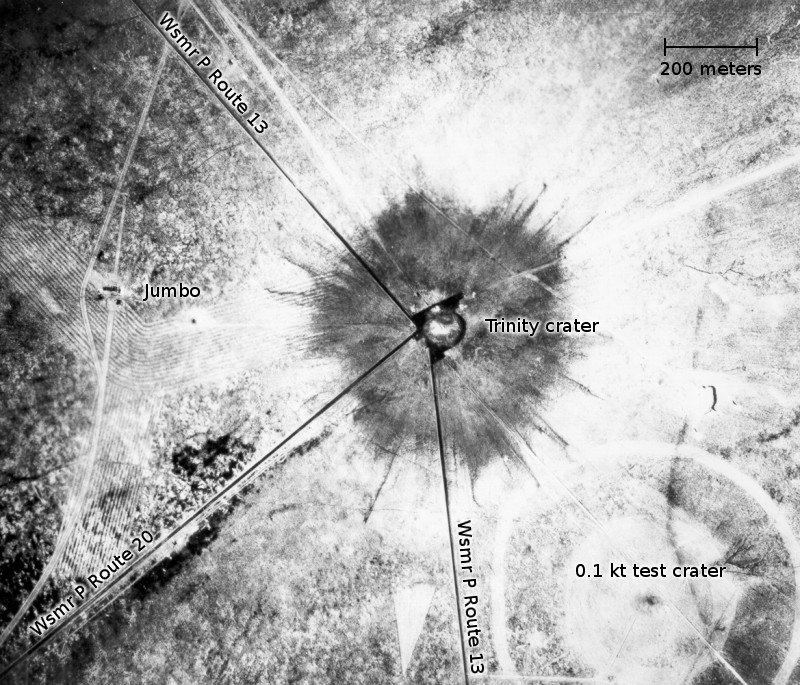
تصاویر هوایی نقطهٔ انفجار که زمان کوتاهی پس از وقوع آن گرفته شده‌است